# Cayaponia tibiricae
Cayaponia tibiricae är en gurkväxtart som beskrevs av Célestin Alfred Cogniaux. Cayaponia tibiricae ingår i släktet Cayaponia och familjen gurkväxter. Inga underarter finns listade i Catalogue of Life.